# Miðflokkurin
A Miðflokkurin (Centrumpárt) egy kereszténydemokrata politikai párt Feröeren. A 2008. január 19-i választásokon 8,4%-ot ért el, és ezzel 3 képviselői helyet szerzett a 33 tagú Løgtingben. Választási betűjele a H.

## Pártelnökök
- Álvur Kirke (1992–1994)
- Jenis av Rana (1994–1997)
- Bill Justinussen (1997–1999)
- Álvur Kirke (1999–2001)[3]
- Jenis av Rana (2001–)